# Zes partita's (Bach)

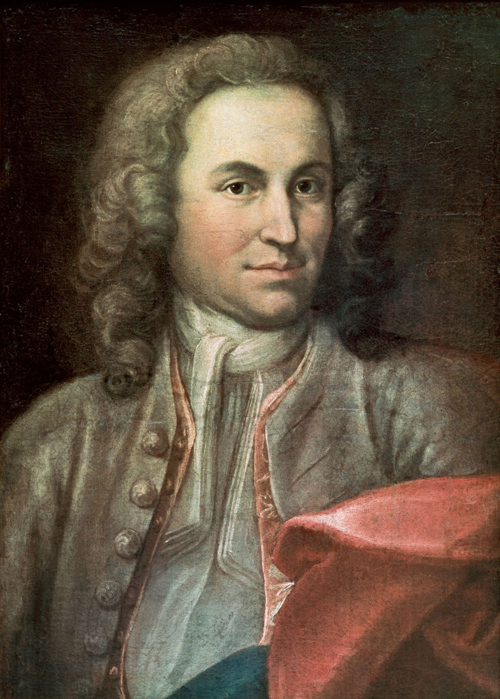
Johann Sebastian Bach

De Clavier-Übung I van Johann Sebastian Bach is een verzameling van zes partita's voor klavecimbel die Bach in 1731 publiceerde als opus 1 en die in de Bach-Werke-Verzeichnis zijn ingedeeld als BWV 825 t/m 830. Bach zou nog 3 verzamelingen klaviermuziek met de titel Clavier-Übung uitbrengen. De vier Clavier-Übungen geven een uitgebreid scala van mogelijkheden voor het klavier, zowel compositorisch als uitvoeringstechnisch, en vormen een hoogtepunt in Bachs muzikaal scheppen.
De partita's worden tegenwoordig uitgevoerd op zowel het instrument waarvoor de werken zijn geschreven, het klavecimbel, maar ook op de piano.

## Geschiedenis
Bach koos niet zonder reden de titel Clavier-Übung voor zijn project. Toen hij in 1726 de eerste partita onder deze titel uitbracht – nadrukkelijk genummerd 1 - was hij nog maar pas benoemd tot cantor in Leipzig als opvolger van Johann Kuhnau. Kuhnau had in 1689 en 1692 respectievelijk zijn Neuer Clavier-Übung Erster Theil en Andrer Theil, die elke zeven partita's omvatten, gepubliceerd. Die werken zijn sterk met elkaar verbonden: de eerste verzameling loopt op in majeur toonaarden (C, D, E, F, G, A en Bes), de tweede verzameling loopt op in mineur toonaarden (c, d, e, f, g, a en b). Kuhnau koos waarschijnlijk als eerste de naam Clavier-Übung ('klavieroefening') en hij deed dit duidelijk in navolging van de Italiaanse term essercizi (oefeningen), die teruggaat tot de vroege 17e eeuw. Ook Domenico Scarlatti (Essercizi per gravicembalo, oefeningen voor het klavecimbel, uit 1738) en Georg Philipp Telemann (Essercizii musici, 1739-1740) gebruikten de term. In Duitsland was de eerste volgeling van Kuhnau met een Clavier-Übung Johann Krieger (Anmuthige Clavier-Übung, 1699)
Bach zou de titel en de muzikale samenhang van Kuhnau overnemen. Volgens een aankondiging van de vijfde partita in de Leipziger Post-Zeitungen van 1 mei 1730 zou deel 1 van zijn Clavier-Übung ook zeven partita's hebben moeten omvatten: "Aangezien de vijfde suite van Bachs Clavier-Übung nu gereed is, en de twee resterende het bij het komende Sint-Michaelsfeest [29 september] tot een geheel zullen maken, zullen ze dan bekendheid kunnen krijgen bij de liefhebbers van het klavier". Het is niet bekend waarom Bach geen 7e partita componeerde. Aan te nemen valt dat Bachs opvallende voorliefde voor zesdeligheid qua collectievorming van muziekstukken, ook op grond van voorbeelden van andere meesters, hierin een belangrijk rol heeft gespeeld.
Bovendien, in Bachs uitgavebeleid van eigen stukken kwam deze 7de partita er uiteindelijk wel: de 'Franse ouverture' (een zeer uitgebreide suite), het tweede tevens slotdeel van zijn tweede deel van de Clavier-Übung uit 1735.

## De partita's als verzameling

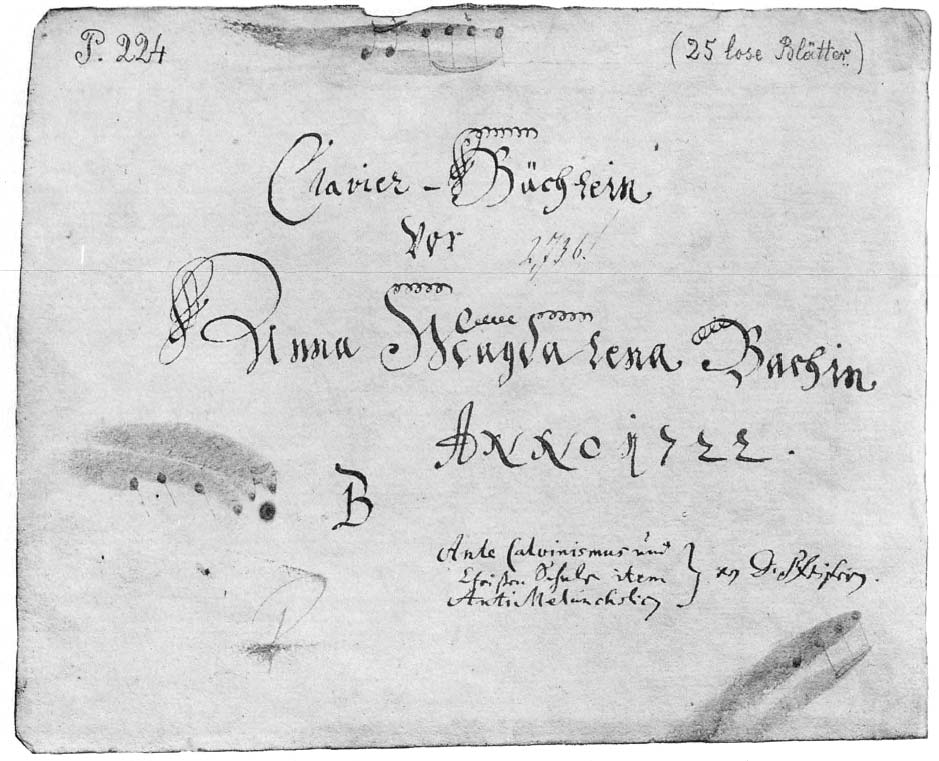
Notenbüchlein für Anna Magdalena Bach

De partita's verschenen tussen 1726 en 1730 als afzonderlijke uitgaven. Eerdere versies van de 3e en 6e partita's waren opgedragen aan Anna Magdalena Bach en opgenomen in het Notenbüchlein für Anna Magdalena Bach uit 1725. Vroegere versies van de Corrente en de Tempo di Gavotta uit de 6e partita waren opgenomen als 3e en 5e deel in een afwijkende versie van de sonate in G voor viool en obligaat klavecimbel, BWV 1019a uit 1725. Van de andere partita's bestaan zulke eerdere versies niet; misschien waren ze alle gecomponeerd voor deze publicatie.
De banden met Prins Leopold von Anhalt-Köthen waren nog uitstekend, want in de herfst van 1726 droeg Bach zijn eerste partita, zijn "geringe musicalische Erstling aus unterthänigster Devotion, die erste Frucht, die meine Saiten bringen", op aan diens pasgeboren zoon, Emanuel Ludwig von Anhalt-Köthen. Die eerste partita werd in de Leipziger Post-Zeitungen als volgt aangekondigd: "De kapelmeester van de Prins van Anhalt-Köthen en Director Chori Musici Lipsiensis, de heer Johann Sebastian Bach, is voornemens om een verzameling klaviersuites te publiceren waarvan de eerste Partita al is gepubliceerd, en waarvan, stap voor stap, de andere vervolgens zullen verschijnen tot het werk compleet is, en op die manier ter kennis zullen komen van de liefhebbers van klaviermuziek. Laat het duidelijk zijn dat de auteur zelf de uitgever van het werk is."
De volgende twee partita's verschenen het volgende jaar ter gelegenheid van de Paasmarkt en de markt voor het Sint-Michaëlsfeest. De 4e partita volgde in 1728, de 5e en 6e kwamen in 1730 uit.
Bach verkocht de werken in commissie; zo meldt de aankondiging van de 2e en 3e partita bijvoorbeeld als verkopers de componisten Georg Böhm en Johann Caspar Ferdinand Fischer. Niet ongebruikelijk: Bach verkocht Der General-Baß in der Composition voor Johann David Heinichen.
In 1731 publiceerde hij ten slotte de zes partita's samen als het eerste deel van de Clavier-Übung bij Boetius in Leipzig als opus 1. Opus betekende in die tijd het eerst gedrukte, niet het eerst gecomponeerde. Op het titelblad staat:
Het kan volgens Alfred Dürr als een teken worden gezien van de nog steeds moeilijke economische omstandigheden na de Dertigjarige Oorlog tot zelfs in de eerste helft van de 18e eeuw, dat Bach pas op 41-jarige leeftijd een opus 1 kon publiceren. De lijst met werken van Bach gepubliceerd tijdens zijn leven is ook niet groot: cantate 71, Gott ist mein König (BWV 71), waarschijnlijk een tweede Ratswahlcantate die verloren is gegaan, de canonische variaties over Vom Himmel Hoch (BWV 769a), de zes koralen voor orgel die gedrukt zijn bij Schübler en die nu nog diens naam dragen (BWV 645-668), het Musikalische Opfer (BWV 1079), twee canons, een aantal liederen uit Schemellis Musicalisches Gesang-Buch en ten slotte Die Kunst der Fuge (BWV 1080; overigens gedrukt na Bachs dood met de al gemaakte drukplaten). Muziek drukken was kostbaar en de componist moest de kosten veelal zelf betalen; alleen de Ratswahlcantate(s) en de zes Schübler-koralen waren niet voor Bachs rekening, in het geval van de cantates een bewijs voor de zeer hoge waardering die men voor hem had. Bach koos voor zijn te publiceren werken niet gemakkelijk speelbare muziek, maar muziek die het beste van zijn kunnen toonde.
Het is niet ondenkbaar dat Bach de partita's afzonderlijk publiceerde omdat hij geen financiële risico's wilde nemen en eerst de markt wilde verkennen, maar ook de afzonderlijke uitgaven hielden een financieel risico in. Bovendien zal hij zich goed bewust zijn geweest van de hoge moeilijkheidsgraad van de werken die bij geen andere klaviermuziek te vinden was. Het bijeenbrengen van composities in grote, ambitieuze publicaties in een serie was overigens niet uitzonderlijk; Telemann begon in 1728 met Der Getreue Musick-Meister en publiceerde in 1733 zijn Musique de Table.
Van de Clavier-Übung I bestaan nog vijftien exemplaren; één ervan is als onderdeel van de Daniël François Scheurleer-collectie in bezit van het Nederlands Muziek Instituut in de Koninklijke Bibliotheek te Den Haag.

## De partita's inhoudelijk

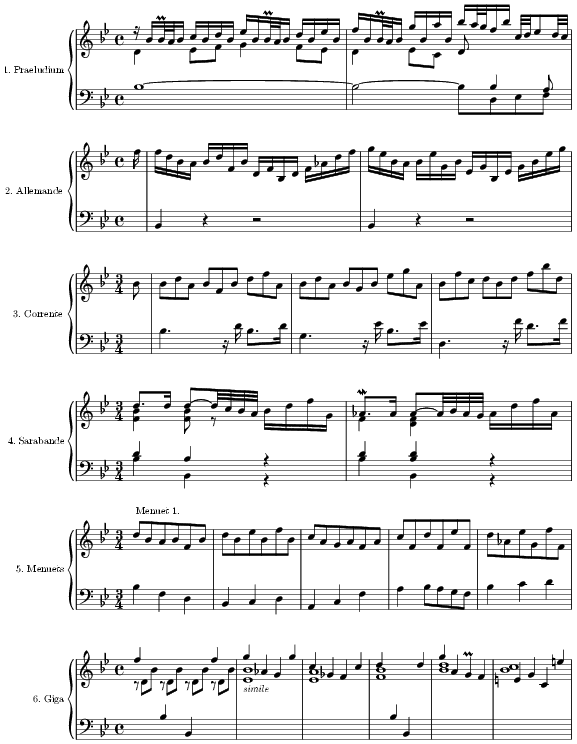
Partita nr. 1

De cyclus is volgens een zorgvuldig patroon opgebouwd: startend met de eerste partita in Bes volgen de volgende partita's qua toonaard symmetrisch opwaarts en neerwaarts. De 2e partita in c, de 3e in a, de 4e in D, de 5e in G en de 6e in e. Als Bach de 7e partita had geschreven dan zou die in F zijn geweest.
De delen van de partita's zijn overeenkomstig het model van de Franse suite, die zijn plaats in het Duitsland van rond 1700 had verworven naar het voorbeeld van Louis Couperin en Johann Jakob Froberger en die Bach zelf in zijn zogenaamde Franse suites had overgenomen. De gebruikelijke, 'klassieke' indeling van de klaviersuite bestaat uit gestileerde dansen volgens het patroon allemande-courante-sarabande-gigue, met mogelijke invoeging na de sarabande van delen zoals air of menuet. Bachs zogenaamde Franse en Engelse suites volgen dit patroon ook min of meer. De partita's wijken van deze twee verzamelingen suites af in hun grotere onafhankelijkheid van de gevestigde vorm. Bach bewijst er zijn totale beheersing mee van de suitevorm. Net als in de Engelse suites begint hij elke suite met een groot inleidend deel, maar in plaats van een prelude voor elke suite, zoals bij de Engelse suites, begint niet elke partita met eenzelfde soort deel.
Die 'vaste' delen allemande-courante-sarabande-gigue komen in de partita's ook voor, hoewel de gigue in de tweede partita wordt vervangen door een capriccio. Maar Bach breidt de vorm uit door een groot aantal modieuze galante stukken zoals capriccio, burlesca en scherzo in te voegen, naast meer conventionelere delen als aria of air, minuet, rondeaux, passepied en gavotte. Het geheel geeft een uitgebreid scala aan vormen en expressiemogelijkheden die een veel grotere variëteit biedt dan de meer traditionelere klaviersuite. Bovendien zijn de in totaal 40 delen alle verschillend in ritmische en tonale structuur. Elke partita heeft hierdoor zijn specifieke karakter.
De partita 2 bestaat uit 6 delen, de partita's 1 en 3 t/m 6 bestaan uit 7 delen. De partita's hebben de volgende delen:
1. openingsdeel:
  1. Praeludium (1e partita)
  2. Sinfonia (2e partita): meer gebruikelijk de instrumentale inleiding van een cantate
  3. Fantasia (3e partita)
  4. Ouverture (4e partita): iets afwijkend van de traditionele Franse ouverture, in die zin dat de langzame, overgepuncteerde introductie wordt gevolgd door een fuga-achtig snel deel
  5. Praeambulum (5e partita)
  6. Toccata (6e partita): volgens de opbouw zoals die rond 1700 in Duitsland onder de orgelcomponisten vorm had gekregen – een fugato ingekaderd door twee delen met arpeggi en snelle delen die de indruk geven van een improvisatie
2. allemande
3. de snelle Italiaanse corrente in partita's 1, 3, 5 en 6; de Franse courante, minder snel dan de Italiaanse variant, in 2 en 4
4. sarabande in partita's 1 t/m 3 en 5; aria in partita nr. 4, air in partita nr. 6
5. menuet I in partita nr. 1, rondeaux in 2, burlesca in 3, sarabande in 4 en 6, tempo di minuetto in 5.
6. menuet II in partita nr. 1, capriccio in 2, scherzo in 3, menuet in 4, passpied in 5 en tempo di gavotta in 6
7. de eerste partita sluit af met een Italiaanse giga, de 3e t/m 6e met een Franse gigue (de 2e heeft geen 7e deel)

## Waardering
De partita's genoten een hoog aanzien en werden geprezen om zowel de hoge mate van virtuositeit als het hoge artistieke niveau. "Wer der Finger nicht besser zu setzen weiß, wird schwehrlich unsers berühmten Herrn Bachens zu Leipzig Partien auf das Clavier speilen lernen können (Wie niet goed met zijn vingers overweg kan [op het klavier], zal met moeite de partita's van onze beroemde Bach op het klavier leren spelen)" schreef de muziektheoreticus en Bachs necroloog Lorenz Christoph Mizler. Bachs biograaf Forkel ging verder en zei: "Wer einige Stücke daraus gut vortragen lernte, könnte sein Glück in der Welt damit machen (Hij die enige stukken eruit goed leert voordragen, kan er succes mee boeken in de wereld)".
Hoewel een goede technische beheersing van het klavecimbel een vereiste is om de werken te kunnen spelen, is het belang van de partita's verder reikend dan alleen virtuositeit. Het belang ligt vooral ook in de inventieve rijke muzikaliteit in de mengeling van de Italiaanse en de Franse 'galante stijl' en de grote muzikale, weloverwogen schoonheid.

## Bekende uitvoeringen

#### Uitvoeringen op piano
Veel pianisten nemen een enkele Partita op, zoals Maria João Pires (DGG 447 8942) en Dinu Lipatti (1e Partita). Er zijn er ook die een integrale uitvoering vastlegden, zoals:
- András Schiff, cd, Decca 1983-1993, DDD.
- Angela Hewitt, cd, Hyperion 1996-2013, DDD.
- Glenn Gould, cd, Sony Classical 2001.

#### Uitvoeringen op klavecimbel
- Gustav Leonhardt: tweemaal nam hij de Clavier-Übung op: voor BASF Harmonia Mundi eind jaren zestig (3 lp's, 39 21170-3; niet op cd verschenen) en in 1986 (op een 'historisch' klavecimbel van Nicholas Lefebvre uit 1755, in werkelijkheid van Martin Skowroneck, 1984; Virgin Classics 7243 5 62379 2 6)
- Andreas Staier, bijeengebracht in een doos met o.a. de 2e Clavier-Übung (Deutsche Harmonia Mundi, 4 cd's, 82876673782)
- Scott Ross (Erato, 2 cd's, 2292-45345-2)
- Blandine Verlet (Philips, 2 cd's, 449 552-2)
- Christophe Rousset (samen met de 2e en 4e Clavier-Übung, uitgevoerd op een historisch klavecimbel van Jean-Henri Hemsch uit 1751; Decca, 4 cd's, 475 7070)